# Donington School F.C.
Il Donington School FC era una società calcistica inglese, con sede a Donington.                                                                                                                                                                                                                                                                                       
Il club rappresentava la Donington Grammar School ha partecipato alla prima FA Cup, ma non ha giocato nessuna partita. 
L'idea di far partecipare la squadra alla FA Cup 1871-1872 è stata presumibilmente usata come un modo per aumentare la forma fisica degli alunni.
Nel maggio 1963 una squadra di ex alunni ha giocato una partita di esibizione a Glasgow contro il Queen's Park come parte celebrzone del centenario della Football association, la partita è stata vinta 6-0 dal Queen's Park.